# Stephen Chirappanath
Stephen Chirappanath (ur. 26 grudnia 1961 w Puthenchira) – indyjski duchowny syromalabarski, od 2016 wizytator apostolski Europy.

## Życiorys
Święcenia kapłańskie przyjął 26 grudnia 1987 i został inkardynowany do eparchii Irinjalakuda. Był m.in. dyrektorem centrum rehabilitacyjnego, rektorem niższego seminarium, wicerektorem wyższej uczelni oraz prokuratorem arcybiskupa większego.
28 lipca 2016 otrzymał nominację na wizytatora apostolskiego Europy oraz na biskupa tytularnego Slebte. Chirotonii biskupiej udzielił mu 1 listopada 2016 kard. George Alencherry.